# Braulio Nóbrega
Braulio Nóbrega Rodríguez, mais conhecido como Braulio Nóbrega (Puerto del Rosario, 18 de setembro de 1985), é um futebolista espanhol que atua como atacante. Atualmente, joga pelo Johor II.

## Carreira
Braulio nasceu em Puerto del Rosario, nas Ilhas Canárias. Iniciou sua carreira nas categorias de base do Atlético de Madrid, jogou 11 partidas na La Liga pelos Colchoneros entre 2004 e 2006, antes de ser emprestado ao Mallorca (janeiro - junho de 2006) e para o Salamanca da Segunda Divisão em 2006-07, onde terminou a temporada como artilheiro da equipe.
Braulio foi emprestado novamente na temporada de 2007-08, desta vez para o Getafe, onde ele se juntou novamente a Manu del Moral, com quem já tinha atuado nas categorias de base do Atlético. Em 25 de outubro de 2007, ele marcou um gol maravilhoso de calcanhar num jogo pela fase de grupos da Taça UEFA, na vitória por 2 a 1 contra o Tottenham Hotspur, em White Hart Lane. Ele também marcou o terceiro e último gol do Getafe na partida de quartas de final da segunda fase da competição contra o Bayern de Munique, aproveitando um erro defensivo do zagueiro Lúcio na área e aproveitando para colocar a bola na saída de Oliver Kahn, no empate em casa em 3 a 3 (4 a 4 no placar agregado).
Em 28 de junho de 2008 Braulio assinou um contrato de quatro anos com o Zaragoza, recentemente rebaixado para a segunda divisão. Ele foi relativamente aproveitado pelos aragoneses e foram imediatamente promovidos à primeira divisão, mas depois sofreu uma lesão que o afastou durante vários meses. Ao retornar no final de 2009, viu-se sem espaço no time principal e, em 23 de janeiro de 2010, foi emprestado ao Huelva, em uma troca, também por empréstimo, do também atacante Adrián Colunga.
Em janeiro de 2012, depois de ser liberado pelo Zaragoza e resolver seus problemas legais, Braulio foi contratado pelo Cartagena da segunda divisão. Ele marcou seis gols em apenas quatro meses e meio, não o suficiente no entanto para ajudar o clube Murciano a evitar o rebaixamento. Em julho, ele se juntou a uma outra equipe da categoria, o Hércules.
Na segunda metade de 2013, Braulio seguiu para a sua primeira experiência internacional. Ele foi contratado pelo Johor Darul Takzim II da Malásia.

## Vida pessoal
Em 21 de setembro de 2011 Braulio foi detido sob a acusação de agressão sexual, que ocorreu em uma cidade perto de Zaragoza - Cuarte de Huerva -, pouco antes do treino matinal do Real Zaragoza. Ele não foi preso imediatamente, e no dia seguinte se declarou culpado, sendo expulso da equipe até que a situação fosse resolvida e liberado pelo clube no mês seguinte.
Em 18 de outubro de 2011 Braulio mudou seu apelo para "não culpado", citando as provas pobres como a razão para essa mudança repentina. Finalmente, em 22 de junho do ano seguinte, ele evitou uma pena de prisão e chegou a um acordo para pagar € 11.400 em danos.